# Departures (2025)
Departures ist eine Tragikomödie von Neil Ely und Lloyd Eyre-Morgan. Der Film mit David Tag, Liam Boyle und Eyre-Morgan in den Hauptrollen feierte Mitte März 2025 beim Manchester Film Festival seine Premiere.

## Handlung
Benji, ein Haustürverkäufer aus Manchester, ist auf dem Weg nach Amsterdam. Am Flughafen sieht er den attraktiven Macho Jake und hofft, dass dieser aktiv ist. Beide unternehmen monatliche Reisen nach Amsterdam, um dort in der Schwulenszene durch häufigen, aber gefühllosen Sex Energie zu tanken. Benji ist verliebt in Jake und ist am Boden zerstört, als dieser die Beziehung beendet und zu seinem heterosexuellen Leben zurückkehrt.

## Produktion
Regie führten Neil Ely und Lloyd Eyre-Morgan. Sie kennen sich seit Anfang der 2010er Jahre und waren früher ein Paar. Eyre-Morgan schrieb auch das Drehbuch. Vieles davon sind Eyre-Morgans Erfahrungen, einige auch die von Ely, angereichert mit Humor aus der Arbeiterklasse.
Eyre-Morgan drehte an der Universität seinen ersten LGBT-Kurzfilm. Sein Kurzfilm Closets von 2015 wurde unter anderem mit dem Iris-Preis ausgezeichnet. Die bisherigen Spielfilme von Eyre-Morgan sind Dream On, Celluloid, 3 in a Bed und Boys on Film 24: Happy Endings. Bei Letzterem arbeitete er bereits mit Ely zusammen.
Eyre-Morgan spielt im Film zudem Benji und David Tag seinen Schwarm Jake. Eyre-Morgan ist schwul, Tag heterosexuell. Zur Vorbereitung auf die Sexszenen hatten sie eine Intimitätskoordinatorin, Aimee Cross. Liam Boyle spielt Kieran. Die BAFTA-nominierte Schauspielerin Lorraine Stanley ist in der Rolle von Benjis Mutter Janet / Janey zu sehen. Der ebenfalls BAFTA-nominierte Schauspielerin Kerry Howard spielt Jackie. Olly Rhodes und Jacob Partali spielen Benji und Jake als Teenager. In weiteren Rollen sind Tyler Conti, Isabelle Smith und Kimberly Hart-Simpson zu sehen.
Kameramann Paul Mortlock fungierte gemeinsam mit Ely und Eyre-Morgan auch als einer der Produzenten des Films.
Der erste Trailer wurde Ende Januar 2025 vorgestellt. Die Premiere des Films fand am 15. März 2025 beim Manchester Film Festival statt. Ebenfalls im März 2025 wird er beim London LGBTQIA+ Film Festival gezeigt. Im Vorfeld sicherte sich Rapt Films die Vertriebsrechte für das Vereinigte Königreich.